# سيف بن فطيس
سيف بن فطيس المنصوري (مواليد 2 سبتمبر 1973) هو لاعب رماية إماراتي، مثّل بلاده في الألعاب الأولمبية الصيفية 2016 و2020.

## المشاركة الأولمبية
| الدورة     | الحدث        | التصفيات | التصفيات | النهائي  | النهائي  |
| الدورة     | الحدث        | النقاط   | الترتيب  | النقاط   | الترتيب  |
| ---------- | ------------ | -------- | -------- | -------- | -------- |
| ريو 2016   | سكيت – رجال ‏ | 114      | 29       | لم يتأهل | لم يتأهل |
| طوكيو 2020 | سكيت – رجال ‏ | 117      | 24       | لم يتأهل | لم يتأهل |

## روابط خارجية
- سيف بن فطيس  على موقع SportsReference  - سبورتس رفرنس